# Ertuğrul Ersoy
Ertuğrul Ersoy (* 13. Februar 1997 in Gölcük) ist ein türkischer Fußballspieler.

## Karriere

### Verein
Ersoy begann mit dem Vereinsfußball 2008 in der Jugendabteilung von Gölcükspor und wechselte von hier 2010 in den Nachwuchs von Bursaspor. 2013 erhielt er bei diesem Klub einen Profivertrag, spielte aber die nächste Spielzeit für die Reservemannschaft des Klubs. Für die Rückrunde der Saison 2013/14 wurde Ersoy an den Viertligisten und Zweitverein Bursaspors, an Yeşil Bursa SK, ausgeliehen. Bei diesem Klub gab er in der Ligapartie vom 26. Januar 2014 gegen Ankara Adliyespor sein Profidebüt.
Für die Saison 2014/15 wurde er vom neuen Cheftrainer Şenol Güneş im Kader von Bursaspor behalten und absolvierte für diesen Klub sein erstes Erstligaspiel am 1. November 2014 gegen Sivasspor.
Die Saison 2015/16 verbrachte er als Leihspieler beim Ligarivalen Çaykur Rizespor.

### Nationalmannschaft
Ersoy begann seine Nationalmannschaftskarriere 2012 mit einem Einsatz für die türkische U-16-Nationalmannschaft. Mit dieser Auswahl nahm er 2013 an dem Turnier von Montaigu teil und wurde Turniersieger. Im gleichen Jahr beendete er mit der türkischen U-16 auch das  Wiktor-Bannikow-Gedächtnisturnier als Sieger. Zuvor nahm er im Frühjahr 2013 als Gastgeber am Ägäis-Pokal teil und wurde hinter der französischen U-16-Nationalmannschaft Turnierzweiter. Im Juni 2013 wurde Ersoy mit der türkischen U-16 Kaspischer Pokalsieger.
Nachdem Ersoy im Dezember 2012 sein Debüt für die türkischen U-17-Nationalmannschaft gegeben hatte, absolvierte er bis zum Mai 2014 19 Spiele und erzielte dabei vier Tore. Mit der U-17 nahm er an der U-17-Fußball-Europameisterschaft 2014 teil, schied aber mit ihr bereits in der Gruppenphase aus.
Im Frühjahr 2014 nahm er mit der türkischen U-18-Nationalmannschaft am Valentin-Granatkin-Memorial-Turnier teil und wurde mit ihr Turnierzweiter.
Ab September 2013 begann er auch für die türkische U-19-Nationalmannschaft zu spielen.

## Trivia
- Im Anschluss an die U-17-Fußball-Europameisterschaft 2014 wurde Ersoy von der UEFA in die Liste der verheißungsvollsten zehn Nachwuchsspielern aufgenommen.[1]

## Erfolge
Mit der türkischen U-16-Nationalmannschaft
- Zweiter im Ägäis-Pokal: 2013
- Sieger im Turnier von Montaigu: 2013
- Sieger im Wiktor-Bannikow-Gedächtnisturnier: 2013
- Kaspischer Pokalsieger: 2013

Mit der türkischen U-17-Nationalmannschaft
- Teilnehmer der U-17-Europameisterschaft: 2014

Mit der türkischen U-18-Nationalmannschaft
- Zweiter im Valentin-Granatkin-Memorial-Turnier: 2013